# (5292) Mackwell
(5292) Mackwell es un asteroide perteneciente al cinturón de asteroides, descubierto el 12 de enero de 1991 por Hitoshi Shiozawa y el también astrónomo Minoru Kizawa desde el Fujieda Observatory, Fujieda, Japón.

## Designación y nombre
Designado provisionalmente como 1991 AJ1. Fue nombrado Mackwell en homenaje a Stephen J. Mackwell, Director del Instituto Lunar y Planetario. Conocido por sus estudios de la deformación de rocas y minerales en condiciones de alta temperatura y alta presión, relevantes para las litosferas y los interiores de los planetas terrestres.

## Características orbitales
Mackwell está situado a una distancia media del Sol de 2,566 ua, pudiendo alejarse hasta 2,965 ua y acercarse hasta 2,167 ua. Su excentricidad es 0,155 y la inclinación orbital 15,46 grados. Emplea 1501,96 días en completar una órbita alrededor del Sol.

## Características físicas
La magnitud absoluta de Mackwell es 11,9. Tiene 9,435 km de diámetro y su albedo se estima en 0,534.